# خورشیدگرفتگی ۳ ژوئیه ۲۰۸۴
خورشیدگرفتگی ۳ ژوئیه ۲۰۸۴ (به انگلیسی: Solar eclipse of July 3, 2084) یک خورشیدگرفتگی از نوع خورشیدگرفتگی حلقه‌ای است. این خورشیدگرفتگی در تاریخ ۳ ژوئیه ۲۰۸۴ میلادی (‎۱۳ تیر ۱۴۶۳ خورشیدی) روی خواهد داد که زمان اوج آن، ساعت ۱:۵۰:۲۶ به‌وقت ساعت هماهنگ جهانی است. مدت زمان و طول این خورشیدگرفتگی ۴ دقیقه و ۲۵ ثانیه خواهد بود.